# Municipio de Grand Haven
El municipio de Grand Haven (en inglés: Grand Haven Township) es un municipio ubicado en el condado de Ottawa en el estado estadounidense de Míchigan. En el año 2010 tenía una población de 15178 habitantes y una densidad poblacional de 198,53 personas por km².

## Geografía
El municipio de Grand Haven se encuentra ubicado en las coordenadas 42°59′52″N 86°11′18″O / 42.99778, -86.18833. Según la Oficina del Censo de los Estados Unidos, el municipio tiene una superficie total de 76.45 km², de la cual 74.28 km² corresponden a tierra firme y (2.84%) 2.17 km² es agua.

## Demografía
Según el censo de 2010, había 15178 personas residiendo en el municipio de Grand Haven. La densidad de población era de 198,53 hab./km². De los 15178 habitantes, el municipio de Grand Haven estaba compuesto por el 95.78% blancos, el 0.28% eran afroamericanos, el 0.55% eran amerindios, el 0.98% eran asiáticos, el 0.01% eran isleños del Pacífico, el 0.79% eran de otras razas y el 1.61% pertenecían a dos o más razas. Del total de la población el 2.94% eran hispanos o latinos de cualquier raza.